# Pentolita

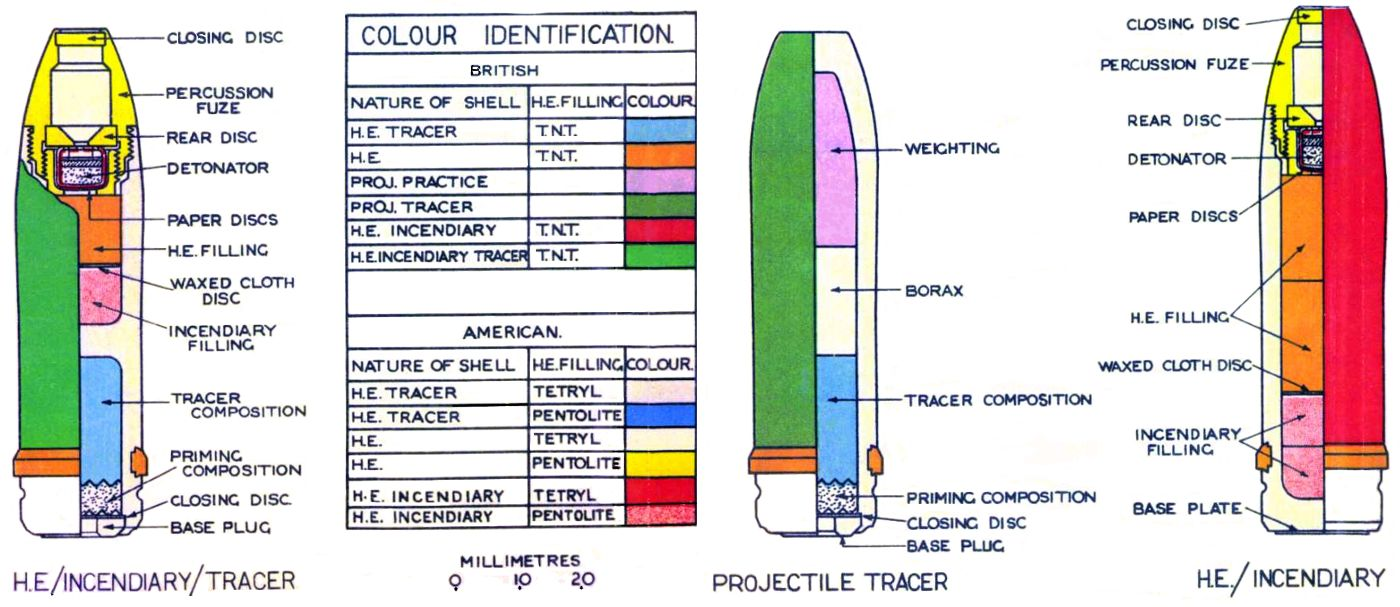
Vista en sección transversal de los depósitos de cañón Oerlikon de 20 mm (que datan de alrededor de 1945) que muestran el código de color para el relleno de pentolita.

Pentolita es un alto explosivo compuesto que se utiliza para fines militares y civiles, por ejemplo, ojivas y refuerzos explosivos. Está hecho de pent (pentrita) flegmatizado con trinitrotolueno (TNT) por fundición.
La variedad militar más común de pentolita (denominada «Pentolita 50/50») es una mezcla de 50% de pent (tetranitrato de pentaeritritol) y 50% de trinitrotolueno (TNT) (a diferencia de otros explosivos compuestos, el número antes de la barra es el porcentaje de masa de trinitrotolueno y el segundo número es el porcentaje de masa de pent). Esta mezcla 50/50 tiene una densidad de 1.65 g/cm3 y una velocidad de detonación de 7400 m/s.
La pentolita civil a veces contiene un porcentaje más bajo de pent, generalmente alrededor del 2 % («Pentolita 98/2»), el 5 % («Pentolita 95/5») o el 10 % («Pentolita 90/10»). Los pentolitos civiles tienen una velocidad de detonación de unos 7.800 metros por segundo.